# Dimash Qudaibergen-diszkográfia
Dimash Qudaibergen kazak énekes diszkográfiája

## Albumok
| Év   | Cím | Dalok |
| ---- | --- | --- |
| 2019 | iD  | CD 1 (mandarin) 1. 戰爭與和平 (War and Peace) (kínai: Zhànzhēng Yǔ Hépíng) 2. Just Let It Be (egyszerűsített kínai írással: 荊棘王冠, Jiù zhèyàng ba) 3. 荊棘王冠 (The Crown) (kínai: Jīngjí Wángguàn) 4. Give Me Love 困在爱里面 (kazakul: Махаббат бер маған, Mahabbat ber mağan; (kínai: Kùn zài ài lǐmiàn) 5. 月光妈妈 (Moonlight Mama) (kínai: Yuèliàng Māmā) 6. 有你 (Only You) (kínai: Yǒu nǐ ) – új dal (a Perfect Partner (完美関係 Kanmi kankei) kínai tv-sorozat főcímdala) 7. 重啟愛情 (Restart My Love) (kínai: Chóngqǐ àiqíng – a My Idol (恋与偶像 liàn yǔ ǒuxiàng) kínai doráma főcímdala) 8. 时光·沧海 (Ocean Over Time) (kínai: Shíguāng·cānghǎi – a Moonlight Blade (天涯明月刀 Tiānyá míngyuè dāo) videójáték betétdala) CD 2 (angol) 1. Screaming (egyszerűsített kínai írással: 呐喊, Nàhǎn) 2. Lay Down (egyszerűsített kínai írással: 放下, Fàngxià) 3. Give Me Your Love (egyszerűsített kínai írással: 爱, Ài) 4. Sagyndym Seni (kazakul: Сагындым сени, I Miss You) (egyszerűsített kínai írással: 想念你, Xiǎngniàn nǐ) 5. If I Never Breathe Again (egyszerűsített kínai írással: 重生, Chóngshēng) 6. Couldn't Leave (a Go Go Squid! (親愛的，熱愛的 Qīn'ài de, rè'ài de) kínai romantikus vígjátéksorozat betétdala) (egyszerűsített kínai írással: 难舍难分, Nán shě nán fēn) 7. Screaming (Remix) (egyszerűsített kínai írással: 呐喊, Nàhǎn) |

## Középlemezek
| Év   | Cím                | Nyelv | Dalok |
| ---- | ------------------ | ----- | --- |
| 2016 | Dimash Qudaibergen | kazak | 1. Еркелетейін (Jerkeletejın; Cherishing You) 2. Көркемім (Körkemim; My Beauty / My Belle) 3. Дайдидау (Dajdidau; Daididau) 4. Туған жер (Tuğan Zser; My Homeland) |

## Kislemezek
| Év   | Eredeti cím                              | Latin átírása             | Angol cím                      | Magyar cím                                 | Dalszerző | Megjegyzések |
| ---- | ---------------------------------------- | ------------------------- | ------------------------------ | ------------------------------------------ | --- | --- |
| 2021 | kazakul: Өмір өтер                       | Ömir öter                 | Life is Short / Life Will Pass | Az élet elmúlik                            | Zene: Renat Ğajszin (kazak: Ренат Ғайсин) Szöveg: Talant Aringali                                                                  | Bemutató: 2021. január 16-án a Dimash Digital Show online koncerten                                                               |
| 2021 | Ave Maria                                |                           |                                |                                            | Zene: Igor Krutoj Szöveg: – | Bemutató: a New Wave 2021 rendezvényen 2021. augusztus 25-én Szocsiban, Oroszországban.                                           |
| 2021 | angolul: Fly Away                        |                           |                                | Szárnyalás                                 | Zene: Jedilzsan Gabbaszov Szöveg: Dzsordan Arakeljan                                                                               | Bemutató: a New Wave 2021 rendezvényen 2021. augusztus 24-én Szocsiban, Oroszországban.                                           |
| 2021 | angolul: Stranger                        |                           |                                | Idegen                                     | Zene: Igor Krutoj Szöveg: Sharon Vaughn (USA)                                                                                      | Bemutató: a New Wave 2021 rendezvényen 2021. augusztus 19-én Szocsiban, Oroszországban.                                           |
| 2021 | kazakul: Аманат                          | Amanat                    | Amanat                         | Amanat                                     | Zene: Kuat Sildebajev (kazak: Қуат Шілдебаев) Szöveg: Abdrahman Aszilbek                                                           | Bemutató: 2021. márc. 24-én a hagyományos kazak újév (nauriz) alkalmából                                                          |
| 2021 | kazakul: Киелі мекен                     | Kielı meken               | Holy Place / Promised Land     | Az Ígéret földje                           | Zene: Jerbolat Qudajbergen Szöveg: Kanat Ajtbajev (kazak: Қанат Айтбаев)                                                           | Bemutató: 2021. január 16-án a Dimash Digital Show online koncerten                                                               |
| 2021 | angolul: Be With Me                      |                           |                                | Légy velem                                 | Zene: Dimash Qudaibergen Szöveg: Dzsordan Arakeljan (angol) és Dauren Samuratov (kazak rap)                                        | Bemutató: 2021. január 16-án a Dimash Digital Show online koncerten                                                               |
| 2021 | angolul: Golden                          |                           |                                | Arany                                      | Zene és szöveg: Anderz Wrethov, Markus Videsäter, David Strääf (svédek)                                                            | Bemutató: az ARNAU élő koncerten 2019. június 29-én, Kazahsztán Asztanában                                                        |
| 2020 | oroszul: Я скучаю по тебе                | Ja szkucsaju po tyebe     | I Miss You                     | Hiányzol                                   | Zene: Igor Krutoj Szöveg: Igor Nyikolajev                                                                                          | Bemutató: 2020. december 2-án a Blue Light New Year Show-n az Russia-1 tv csatornán.                                              |
| 2020 | kazakul: Қайран Елім                     | Qairan Elım               | Oh, my holy land!              | Ó, jaj, hazám!                             | Zene: Renat Ğajszin (kazak: Ренат Ғайсин) Szöveg: Danyijar Aldabergen és Oral Bajszeñgir (kazak: Oрал Байсеңгир)                   | |
| 2020 | angolul: We are One                      |                           |                                | Egyek vagyunk                              | Zene: Dǒng Nán (kínai: 董楠) és Táng Yì (Ckínai: 唐轶) Szöveg: Gāo Shàng (kínai: 高尚) és Shāng Yáng (kínai: 商洋).                | |
| 2020 | angolul: Across Endless Dimensions       |                           |                                | Végtelen dimenziókon át                    | Zene: Piergiuseppe Zaia Szöveg: Antonella Maggio                                                                                   | A Creators – The Past című film főcímdala                                                                                         |
| 2020 | egyszerűsített kínai írással: 嗨皮一下   | Hāi pí yíxià              | (Let's) Happy                  |                                            | Zene: Nathan Wang Szöveg: Lǐ Ruòxī (kínai: 李若溪), Lín Wēi (kínai: 林威)                                                          | A Vanguard (kínai: 急先锋 Jí xiānfēng) című film záródala                                                                         |
| 2019 | egyszerűsített kínai írással: link=no    | Yǒu nǐ                    | Only You                       | Csak te                                    | Zene: Lee Sang-hoon (hangul: 이상훈 ) Szöveg: S-tin                                                                                | A Perfect Partner (kínai: 完美関係 Kanmi kankei) kínai tv-sorozat főcímdala                                                       |
| 2019 | angolul: Couldn't Leave                  |                           |                                | Nem tudtalak elhagyni                      | Zene és szöveg: Chén Xuěrán (kínai: 陳雪燃)                                                                                        | Go Go Squid! tv sorozat zenéje |
| 2019 | angolul: Golden                          |                           |                                | Arany                                      | Zene és szöveg: Anderz Wrethov, Markus Videsäter, David Strääf (svédek)                                                            | Bemutató: az ARNAU élő koncerten 2019. június 29-én, Kazahsztán Asztanában                                                        |
| 2019 | olaszul: Ogni Pietra                     |                           | Olympico                       | A kövek ereje / Olimpico                   | Zene: Igor Krutoj Szöveg: Lilia Vinogradova                                                                                        | Első kislemez olaszul. Bemutató: A 2019-es Európai Játékok megnyitó ünnepségén                                                    |
| 2019 | angolul: Lay Down                        |                           |                                | Altasd el [a büszkeséged]                  | Zene: K. Chozen, Appu Krishnan, Jason Jones Szöveg: Christian Jansson, Otto Palmborg                                               | Reached No. 1 on the Chinese QQ Music Charts                                                                                      |
| 2019 | angolul: Mademoiselle Hyde               |                           |                                |                                            | Zene: Igor Krutoj | |
| 2019 | oroszul: Знай                            | Znaj                      | Know                           | Tudd                                       | Zene: Igor Krutoj Szöveg: Mihail Gucerjev                                                                                          | Bemutató: A D-Dynasty élő koncerten 2019 Március 22-én Moszkvában, Oroszországban                                                 |
| 2019 | angolul: Give me your Love               |                           |                                | Add nekem a szerelmed                      | Zene: Dimash Qudaibergen Szöveg: Dzsordan Arakeljan                                                                                | Bemutató: A D-Dynasty élő koncerten 2019 Március 22-én Moszkvában, Oroszországban                                                 |
| 2019 | kazakul: Аққуым                          | Aqquim                    | My Swan                        | A hattyúm                                  | Zene: Ajmurat Mazsikbajev. Szöveg: Oral Bajszeñgir (kazak: Oрал Байсеңгир)                                                         | Új szóló változat |
| 2018 | oroszul: Любовь уставших лебедей         | Ljubov usztavsih lebegyej | Love of Tired Swans            | A megfáradt hattyúk szerelme               | Zene: Igor Krutoj Szöveg: Mihail Gucerijev                                                                                         | Első kislemez oroszul |
| 2018 | egyszerűsített kínai írással: 永恒的意义 | Yǒnghéng de yìyì          | Meaning of Eternity            |                                            | Zene: Sà Dǐngdǐng (kínai: 萨顶顶) Szöveg: Yù Jiāng (kínai: 喻江)                                                                   | Part of the promotional EP 玫瑰物语 (Méiguī wùyǔ, Tale of the Rose) for the musical 我的小伙伴 (Wǒ de xiǎo huǒbàn, Three Buddies) |
| 2018 | egyszerűsített kínai írással: link=no    | Rènào xīngqiú             | Never Land                     |                                            | Zene: Lukpan Zsoldaszov Szöveg: Lǚ Yìqiū (kínai: 吕易秋).                                                                          | A Lively Planet studió változata                                                                                                  |
| 2018 | Screaming                                |                           |                                | Sikítás                                    | Zene: Muhgal Szöveg: A.J Runyon | Első kislemez angolul |
| 2018 | egyszerűsített kínai írással: link=no    | Chóngqǐ àiqíng            | Restart My Love                |                                            | Zene: Jeon Da-woon (hangul: 전다운) Szöveg: Wú Xiǎosū (kínai: 吴晓苏)                                                              | A My Idol (kínai: 恋与偶像 liàn yǔ ǒuxiàng) kínai doráma főcímdala)                                                               |
| 2018 | kazakul: Сагындым сени                   | Szagindim szeni           | I Miss You (Sagyndym Seni)     | Hiányzol                                   | | |
| 2017 | egyszerűsített kínai írással: 月亮媽媽   | Yuèliàng māmā             | Moonlight Mama                 |                                            | Zene: Lukpan Zsoldaszov Szöveg: Yáo Qiān (kínai: 姚谦)                                                                             | Bemutató: a D-Dynasty élő koncerten 2017. december 16-án, Csangsa, Kína                                                           |
| 2017 | egyszerűsített kínai írással: 熱鬧星球   | Rènào xīngqiú             | Lively Planet                  |                                            | | Bemutató: a D-Dynasty élő koncerten 2017. december 16-án, Csangsa, Kína                                                           |
| 2017 | egyszerűsített kínai írással: link=no    | Zhànzhēng yǔ hépíng       | War And Peace                  | Háború és béke                             | Zene: Dimash Qudaibergen Szöveg: Jao Csien (kínai: 姚谦 Yáo Qiān / Yao Chien/Qien (Tajvan) – Dimash Qudaibergen kívánalmai szerint | Bemutató: a D-Dynasty élő koncerten 2017. december 16-án, Csangsa, Kína                                                           |
| 2017 | egyszerűsített kínai írással: link=no    | Kùn zài ài lǐmiàn         | Give Me Love                   | Szerelmet adj nekem                        | Zene: Ajgul Bazsanova Szöveg: | A Mahabbat ber mağan kínai változata                                                                                              |
| 2017 | egyszerűsített kínai írással: link=no    | Jīngjí wángguàn           | The Crown                      | Töviskorona                                | Zene: Lukpan Zsoldaszov Szöveg (kínai): Táng Tián (kínai: 唐恬)                                                                    | A Kim Eken kínai változata. theme song for game Xiaomi Super GOD MOBA                                                             |
| 2017 | egyszerűsített kínai írással: link=no    | Shíguāng·cānghǎi          | Ocean Over The Time            |                                            | Zene: Thomas Parisch, Lyrics by Szöveg: Gù Tíng Tíng (kínai: 顾婷婷)                                                               | Dal a Moonlight Blade (kínai: 天涯明月刀 Tiānyá míngyuè dāo) online videójátékhoz                                                 |
| 2017 | angolul: Go Go Power Rangers             |                           |                                |                                            | | Power Rangers filmzene |
| 2017 | egyszerűsített kínai írással: link=no    | Ná bù zǒu de jìyì         | Eternal Memories               | Kitörölhetetlen emlékek (Emlékek küzdelme) | Zene: Sòng Bǐng Yáng (kínai: 宋秉洋) Szöveg: Daryl Yao (kínai: 姚若龙 ; Yáo Ruò Lóng)                                              | Első kislemez mandarin nyelven. A Battle of Memories film betétdala. A kínai QQ Music Charts No. 1. helyezését érte el            |
| 2017 | kazakul: Лейла                           | Lejla                     | Leila                          |                                            | | Bemutató: a BASTAU élő koncerten a kazahsztáni Asztanában 2017. július 27-én                                                      |
| 2017 | kazakul: Сөз соңы                        | Szöz szoñi                | Last Word                      |                                            | Zene: Dimash Qudaibergen Szöveg: Oraz Qinbajev                                                                                     | Bemutató: a BASTAU élő koncerten a kazahsztáni Asztanában 2017. július 27-én                                                      |
| 2017 | kazakul: Кім екен                        | Kım eken                  | Without You                    |                                            | | Bemutató: a BASTAU élő koncerten a kazahsztáni Asztanában 2017. július 27-én                                                      |
| 2017 | kazakul: Тәтті елес                      | Tättı elesz               | Sweet Memories                 |                                            | Zene: Dimash Qudaibergen Szöveg: Szajat Abenov                                                                                     | Bemutató: a BASTAU élő koncerten a kazahsztáni Asztanában 2017. július 27-én                                                      |
| 2017 | kazakul: Жұлдызым                        | Zsuldiziım                | My Star (Juldyzym)             | Csillagom                                  | | Bemutató: a BASTAU élő koncerten a kazahsztáni Asztanában 2017. július 27-én                                                      |
| 2017 | kazakul: Сәлем                           | Sälem                     | Hello (Salem)                  |                                            | Zene: Dimash Qudaibergen Szöveg: Kanat Ajtbajev (kazak: Қанат Айтбаев)                                                             | Bemutató: a BASTAU élő koncert promóciója során                                                                                   |
| 2017 | kazakul: Махаббат бер маған              | Mahabbat ber mağan        | Give Me Love                   | Szerelmet adj nekem                        | Zene: Ajgül Bazsanova Szöveg: Munajdar Balmolda                                                                                    | Bemutató: a Singer 2017 Gálán, 2017. április 22-én, Csangsa, Kína                                                                 |
| 2016 | kazakul: Ақ тілек                        | Aq tılek                  | Good Wishes                    |                                            | | |
| 2015 | kazakul: Аққуым                          | Aqquim                    | My Swan                        | A hattyúm                                  | Zene: Ajmurat Mazsikbajev Szöveg: Oral Bajszeñgir (kazak: Oрал Байсеңгир)                                                          | Partnere: Maira Muhamedkyzy (szoprán)                                                                                             |
| 2015 | kazakul: Ұмытылмас күн                   | Umitilmasz kün            | Unforgettable Day              | Felejthetetlen nap                         | Zene: Dimash Qudaibergen Szöveg: Oral Bajszeñgir (kazak: Oрал Байсеңгир)                                                           | |
| 2012 | kazakul: Көркемім                        | Körkemım                  | My Beauty / My Belle           | Kedvesem                                   | Zene: Dimash Qudaibergen Szöveg: Kanat Ajtbajev (kazak: Қанат Айтбаев)                                                             | |

## Klipek (zenei videók)
| Év   | Eredeti cím                                | Angol cím                                 | Magyar cím                                 | Zenéjét szerezte                                        | A dal szövegét írta                                           | Videó link                     |
| ---- | ------------------------------------------ | ----------------------------------------- | ------------------------------------------ | ------------------------------------------------------- | ------------------------------------------------------------- | ------------------------------ |
| 2021 | kazakul: Өмір өтер (Ömir öter)             | Life is Short / Life Will Pass            | Az élet elmúlik                            | Renat Ğajszin (kazak: Ренат Ғайсин)                     | Talant Aringali                                               | Hivatalos videó                |
| 2021 | Be With Me                                 |                                           | Légy velem                                 | Dimash Qudaibergen                                      | Dzsordan Arakeljan (angol) és Dauren Samuratov (kazak rap)    | Hivatalos videó                |
| 2021 | Golden                                     |                                           | Arany                                      | Anders Wrethov, Markus Videsäter, David Strääf (svédek) | Anders Wrethov, Markus Videsäter, David Strääf (svédek)       | Hivatalos videó                |
| 2021 | [a jan. 17-i elnöki beiktatásra]           |                                           |                                            |                                                         |                                                               |                                |
| 2020 | kazakul: Қайран елім (Qairan Elım)         | Oh, my holy land!                         | Ó, jaj, Hazám!                             | Renat Ğajszin (kazak: Ренат Ғайсин)                     | Danijar Aldabergen és Oral Bajszeñgir (kazak: Oрал Байсеңгир) | Hivatalos videó                |
| 2020 | kazakul: Самал тау (Szamal tau)            | Samal tau (Breezy mountain)               | Szamal tau (Széllengte hegy)               | ismeretlen                                              | ismeretlen besorozott katona                                  | Hivatalos videó (Tokyo Jazz +) |
| 2020 | angolul: Across Endless Dimensions         |                                           | Végtelen dimenziókon át                    | Piergiuseppe Zaia                                       | Antonella Maggio                                              | Hivatalos videó                |
| 2020 | angolul: We Are One                        |                                           | Egyek vagyunk                              | Dǒng Nán (kínai: 董楠), Táng Yì (kínai: 唐轶)           | Gāo Shàng (Chinese: 高尚), Shāng Yáng (Chinese: 商洋).        | Hivatalos videó                |
| 2019 | kazakul: Аққуым (Aqquim)                   | My Swan                                   | A hattyúm                                  | Ajmurat Mazsikbajev                                     | Oral Bajszeñgir (kazak: Oрал Байсеңгир)                       | Hivatalos videó                |
| 2018 | kínaiul: 永恒的意义 (yǒnghéng de yìyì)     | Eternal Meaning / The Meaning of Eternity | Az örökkévalóság jelentése                 | Sà Dǐngdǐng (kínai: 萨顶顶)                             | Yù Jiāng (kínai: 喻江)                                        | Hivatalos videó                |
| 2017 | kínaiul: 拿不走的记忆 (ná bù zǒu de jì yì) | Eternal Memories / Battle of Memories     | Kitörölhetetlen emlékek (Emlékek küzdelme) | Sòng Bǐng Yáng (kínai: 宋秉洋)                          | Daryl Yao (kínai: 姚若龙 ; Yáo Ruò Lóng)                      | Hivatalos videó                |
| 2018 | angolul: Screaming                         |                                           | Sikítás                                    | Muhgal                                                  | A.J Runyon                                                    | Hivatalos videó                |
| 2014 | kazakul: Көркемім (Körkemım)               | My Beauty / My Belle                      | Kedvesem                                   | Dimash Qudaibergen                                      | Kanat Ajtbajev (kazak: Қанат Айтбаев)                         | Hivatalos videó                |

## Dimash Qudaibergen saját szerzeményei
| Év   | Eredeti cím                                                 | Angol cím            | A dal szövegét írta                                                                               | Videó link                                         |
| ---- | ----------------------------------------------------------- | -------------------- | ------------------------------------------------------------------------------------------------- | -------------------------------------------------- |
| 2021 | angolul: Be With Me                                         |                      | Dzsordan Arakeljan (angol) és Dauren Samuratov (kazak rap betét)                                  | Hivatalos zenei videó                              |
| 2019 | kazakul: Әкешім – Анашым (Äkesım – Anasim)                  | Papa – Mama          | Aszkar Düjszenbi és Dimash Qudaibergen                                                            | Élő fellépés                                       |
| 2019 | angolul: Stand Up                                           |                      | Dzsordan Arakeljan                                                                                | Élő fellépés                                       |
| 2019 | angolul: Give Me Your Love                                  |                      | Dzsordan Arakeljan                                                                                | Élő fellépés                                       |
| 2018 | kazakul: Өкініш (Ökınıs)                                    | Regret               | Zsomart Oraz                                                                                      |                                                    |
| 2017 | egyszerűsített kínai írással: link=no (Zhànzhēng yǔ hépíng) | War And Peace        | Jao Csien (kínai: 姚谦 Yáo Qiān / Yao Chien/Qien (Tajvan) – Dimash Qudaibergen kívánalmai szerint | Élő fellépés                                       |
| 2017 | kazakul: Сөз соңы (Szöz szoñi)                              | Last Word            | Oraz Qinbajev                                                                                     | Élő fellépés                                       |
| 2017 | kazakul: Тәтті елес (Tättı elesz)                           | Sweet Memories       | Szajat Abenov                                                                                     | Élő fellépés                                       |
| 2017 | kazakul: Сәлем (Szälem)                                     | Salem (Hello)        | Kanat Ajtbajev (kazak: Қанат Айтбаев)                                                             | Élő fellépés                                       |
| 2015 | kazakul: Ұмытылмас күн (Umitilmasz kün)                     | Unforgettable Day    | Oral Bajszeñgir (kazak: Oрал Байсеңгир)                                                           | Élő fellépés, Élő fellépés A cappella Élő fellépés |
| 2012 | kazakul: Көркемім (Körkemım)                                | My Beauty / My Belle | Kanat Ajtbajev (kazak: Қанат Айтбаев)                                                             | Hivatalos zenei videó, Élő fellépés                |

## Különböző nyelveken előadott dalai
|                  | Eredeti cím                      | Latin átírása             | Angol cím                          | Videó link |
| ---------------- | -------------------------------- | ------------------------- | ---------------------------------- | --- |
| Kazak            | Өмір өтер                        | Ömir öter                 | Life is Short / Life Will Pass     | Hivatalos zenei videó |
| Kazak            | Аманат                           | Amanat                    | Amanat                             | Zenei videó |
| Kazak            | Киелі мекен                      | Kielı meken               | Holy Place / Promised Land         | Hivatalos zenei videó |
| Kazak            | Қайран Елім                      | Qairan Elım               | Oh, my holy land!                  | Hivatalos zenei videó; Hivatalos zenei videó |
| Kazak            | Дайдидау                         | Dajdidau                  | Daididau                           | Élő fellépés, Élő fellépés |
| Kazak            | Дударай                          | Dudaraj                   | Dudarai                            | A cappella, részlet élőben, a cappella, élőben |
| Kazak            | Дүрдараз                         | Dürdaraz                  | Durdaraz                           | Élő fellépés |
| Kazak            | Махаббат бер маған               | Mahabbat ber mağan        | Give me Love                       | Élő fellépés, Élő fellépés |
| Kazak            | Жұлдызым                         | Zsuldizim                 | My Star                            | Élő fellépés, |
| Kazak            | Көркемім                         | Körkemım                  | My Beauty / My Belle               | Hivatalos zenei videó; Élő fellépés |
| Kazak            | Аққуым                           | Aqquim                    | My Swan                            | Hivatalos zenei videó; Élő fellépés |
| Kazak            | Ұмытылмас күн                    | Umitilmasz kün            | Unforgettable Day                  | Élő fellépés; A cappella élő fellépés |
| Angol            | Adagio                           |                           |                                    | Élő fellépés |
| Angol            | All by Myself                    |                           |                                    | |
| Angol            | Hello                            |                           |                                    | Élő fellépés |
| Angol            | If I Never Breathe Again         |                           |                                    | |
| Angol            | Mademoiselle Hyde                |                           |                                    | |
| Angol            | My Heart Will Go On              |                           |                                    | |
| Angol            | Screaming                        |                           |                                    | Élő fellépés |
| Angol            | You and Me                       |                           |                                    | Élő fellépés |
| Angol            | Your love will kill me           |                           |                                    | a francia Notre-Dame de Paris musical egyik, Tu vas me détruire című dalának angol változata; partnere: Szundet Bajgozsin (operaénekes)                                                                                |
| Francia          | S.O.S. d'un terrien en détresse  |                           | S.O.S. of an earthling in distress | |
| Japán            | 行かないで                       | Ikanaide                  | Don't go away                      | Tokyo Jazz Festival 2021 |
| Kirgiz           | Жамгыр токту                     | Zsamgir Toktu             | Raining                            | |
| Mandarin (kínai) | 天地鉴                           | Tiān dì jiàn              | Heaven and Earth                   | Élő fellépés; partnere: Csang Silei (kínai: 常石磊 Čang Šilej) |
| Mandarin (kínai) | 万里梦同心                       | Wànlǐ mèng tóngxīn        | Thousands of miles, a common dream | Élő fellépés |
| Mandarin (kínai) | 新贵妃醉酒                       | Xīn guìfēi zuìjiǔ         | Drunken Concubine                  | Élő fellépés |
| Mandarin (kínai) | 鴻雁                             | Hóngyàn                   | Swan Goose                         | Élő fellépés; partnere: Tengri (Tengger) |
| Mandarin (kínai) | 秋意浓                           | Qiū yì nóng               | Autumn Strong / Late Autumn        | Élő fellépés |
| Mandarin (kínai) | 天亮了                           | Tiānliàngle               | Daybreak                           | |
| Mandarin (kínai) | 拿不走的记忆                     | Ná bù zǒu de jìyì         | Eternal Memories                   | Hivatalos zenei videó |
| Mandarin (kínai) | 时光·沧海                        | Shíguāng·cānghǎi          | Ocean Over Time                    | |
| Mandarin (kínai) | 有你                             | Yǒu nǐ                    | Only You                           | Zenei videó |
| Mandarin (kínai) | 重启爱情                         | Chóngqǐ àiqíng            | Restart my Love                    | Élő fellépés |
| Mandarin (kínai) | 荊棘王冠                         | Jīngjí wángguàn           | The Crown                          | Élő fellépés |
| Mandarin (kínai) | 永恒的意义                       | Yǒnghéng de yìyì          | The Meaning of Eternity            | Hivatalos zenei videó |
| Német            | In der Fremde                    |                           | In the Foreign                     | |
| Olasz            | Brucia la Terra                  |                           | Earth is Burning                   | Élő fellépés |
| Olasz            | Confessa                         |                           | Confession                         | |
| Olasz            | Giamaica                         |                           | Jamaica                            | |
| Olasz            | Il Dolce Suono                   |                           | The Sweet Sound                    | |
| Olasz            | Ogni Pietra                      |                           | Every Stone / Olympio              | |
| Olasz            | O Sole Mio                       |                           | Oh My Sun                          | |
| Olasz            | Passione                         |                           | Passion                            | |
| Olasz            | Una questione d'onore            |                           | Question of Honor                  | Élő fellépés a 2017. évi Téli Universiade megnyitó ünnepségén Almati, Kazahsztán 2017. január 29. (A Singer 2017 3. és 4. fordulójának felvételei között). (olaszul és angolul) Partnere: Zarina Altinbajeva (szoprán) |
| Orosz            | oroszul: Беловежская Пуща        | Belovezsszkaja Puscsa     | Bialowieza Forest                  | |
| Orosz            | oroszul: Опять Метель            | Opjaty Metyel             | Blizzard Again                     | |
| Orosz            | oroszul: Знай                    | Znaj                      | Know                               | Hivatalos zenei videó |
| Orosz            | oroszul: Любовь, похожая на сон  | Ljubov, pohozsaja na szon | Love, Like a Dream                 | Élő fellépés |
| Orosz            | oroszul: Любовь уставших лебедей | Ljubov usztavsih lebegyej | Love of Tired Swans                | Hivatalos zenei videó |
| Orosz            | oroszul: Опера 2                 | Opera 2                   | Opera 2                            | Élő fellépés |
| Orosz            | oroszul: Грешная страсть         | Gresnaja sztraszty        | Sinful Passion                     | Élő fellépés |
| Orosz            | oroszul: Там, где живет любовь   | Tam, ggye zsivjot ljubov  | Where Love Lives                   | |
| Spanyol          | Historia de un Amor              |                           | Story of a Love                    | |
| Szerb            | Ovo je Balkan                    |                           | This is the Balkans                | |
| Török            | Gesi Bağları                     |                           | Vineyards of Gesi                  | |
| Ukrán            | Я люблю тільки тебе              | Ja ljublju tilki tebe     | I Only Love You                    | |